# Madone Durán

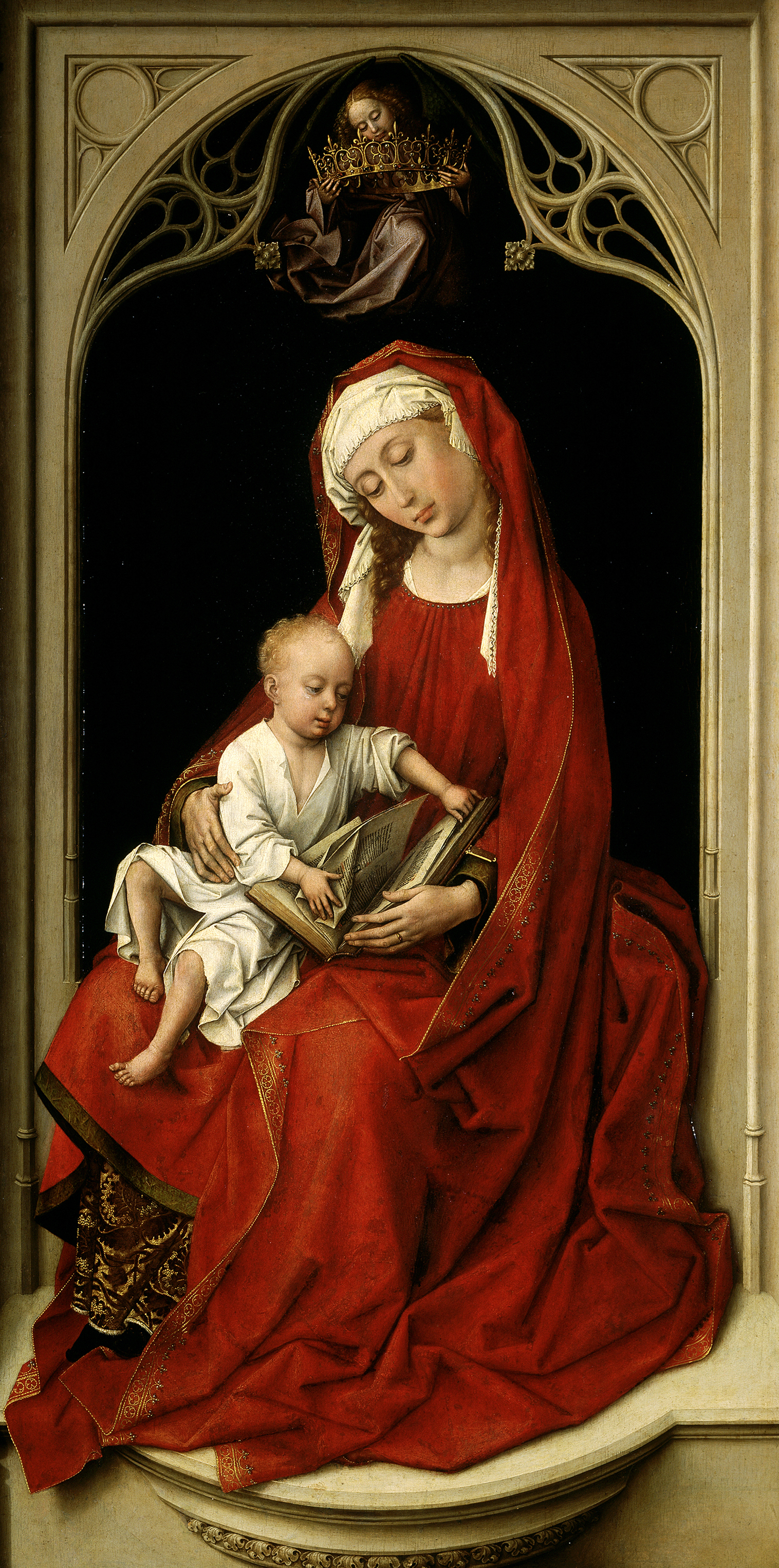
Durán Madonna, v. 1435–38. 100 cm × 52 cm. Huile sur bois de chêne. Museo del Prado, Madrid. Le cadre n’est pas capturé dans cette reproduction.

La Madone Durán (également connue sous le nom de Madone en rouge ou Vierge et enfant dans une niche ou Madone sur un trône) est une peinture à l'huile sur panneau de chêne, achevée entre 1435 et 1438 par le peintre néerlandais Rogier van der Weyden. Cette peinture est inspirée de la Vierge à l'Enfant lisant de Jan van Eyck et a été beaucoup imitée par la suite, comme les Madonna leggente. Maintenant au Prado, à Madrid, il représente une Vierge Marie assise et calme, vêtue d'une longue robe rouge fluide, bordée de fil doré. L'enfant Jésus est assis sur ses genoux, feuilletant avec espièglerie un livre ou manuscrit sacré sur lequel reposent les regards des deux personnages. Mais contrairement au traitement de van Eyck, van der Weyden non seulement positionne la Vierge et l'Enfant dans une abside ou une niche gothique comme il l’avait fait pour ses deux premières madones (la Madone debout et la La Sainte Vierge avec l'Enfant Jésus), mais les place également sur un socle en saillie, accentuant ainsi davantage leur aspect sculptural.  
Le Christ apparaît beaucoup plus âgé que dans la plupart des peintures contemporaines de ce genre. Il est loin d'être un nourrisson et est rendu de façon très réaliste. Il est montré comme un petit enfant, sans la douceur des représentations habituelles du XVe siècle de la Vierge à l'enfant. La peinture se caractérise par l'aspect sculptural que van der Weyden privilégiait souvent et par sa similitude de coloration avec sa Descente de croix (v. 1435, Madrid) et son Retable de Miraflores (v. 1442-1445, Berlin). 
Le tableau a été acquis par Pedro Fernández-Durán en 1899 au Palacio de Boadilla, à Madrid. Il a fait don de l'œuvre au musée du Prado en 1930.

## Description
Marie est représentée dans une longue robe à capuche rouge et une coiffe blanche, avec l'Enfant Jésus dans une chemise blanche assis sur ses genoux. Il feuillette curieusement et froisse les pages d'un livre sur les genoux de sa mère. Le livre est placé au centre même du panneau, symbolisant la centralité de la Parole divine dans la croyance chrétienne. Selon le Musée du Prado, le livre lui-même représente une allusion aux « Saintes Écritures qui annoncent la mission rédemptrice du Christ ». Un ange en robe gris foncé plane au-dessus de la tête de Marie, tenant une couronne incrustée de perles qui lui est destinée au moment de son accession au titre de Reine du Ciel. La longue robe de Marie tourbillonne autour de l'espace pictural, obscurcissant son trône et finissant par tomber sur le support à ses pieds. Ils sont encadrés par une niche ou une abside sculptée avec des entrelacs gothiques similaires à ceux trouvés dans la Descente de Croix de van der Weyden. Les arches incurvées de la niche font écho aux lignes de sa silhouette alors qu'elle se penche de manière protectrice sur l'enfant. Ces lignes courbes et ces couleurs chaudes donnent à l'œuvre son harmonie.  

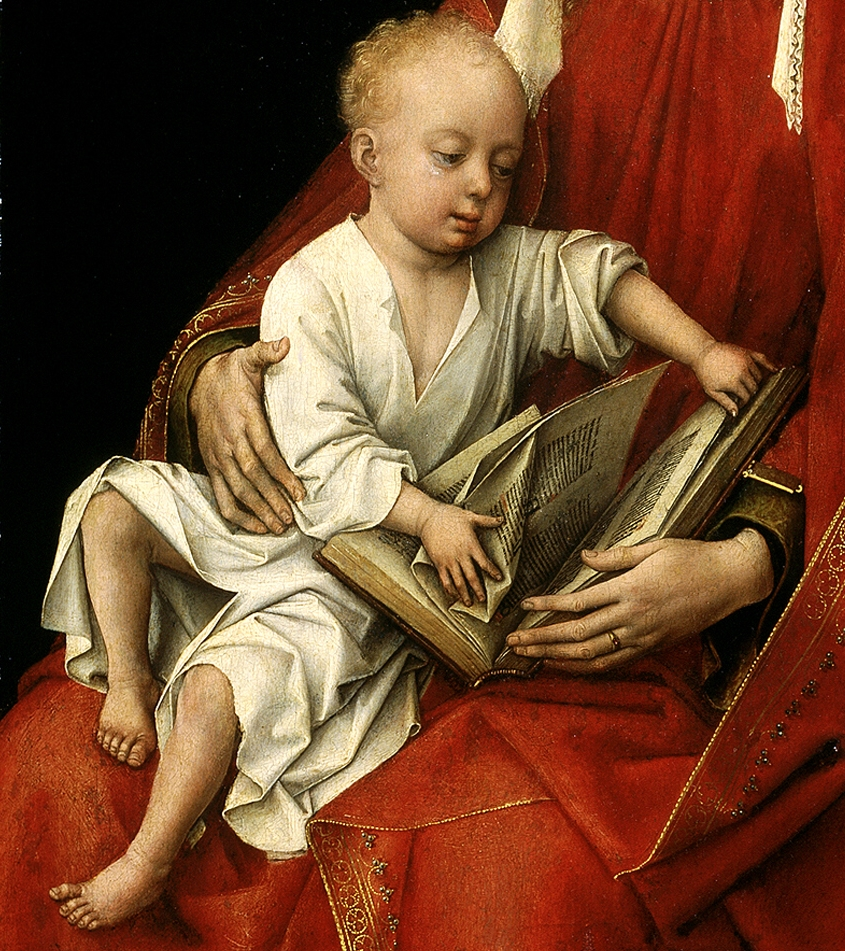
Détail montrant l'enfant agité feuilletant les parchemins du livre sacré.

L'analyse des historiens de l’art du début et du milieu du XXe siècle a peu mis l'accent sur l'âge avancé du Christ pour une Vierge à l'enfant de cette période. Elle n'a pas non plus souligné l'importance du manuscrit ou la manière rude dont le Christ semble le feuilleter énergiquement, son jeu regardé par une Marie presque indulgente. Plus récemment, des historiens de l'art tels qu'Alfred Acres ont remis en question l'importance de la liberté de mouvement et de la représentation naturaliste de l'enfant dans une œuvre aussi délibérément élégante et équilibrée, en particulier dans le travail d'un peintre aussi conscient de lui-même et impliqué dans la composition que van der Weyden. Acres estime que le livre est au cœur de la compréhension de la peinture, et note sa parfaite centralité dans le panneau ; c'est le centre du regard et des mains des personnages, et le Christ feuillette apparemment les pages en arrière, vers le début. Alors que la main droite du Christ tient un certain nombre de parchemins froissés ensemble et qu'il n'y prête aucune attention, sa main gauche plus prudente est sur le point d'ouvrir le coin inférieur gauche de la page ouverte. S'il est raisonnablement supposé que le livre ouvert sur les genoux de Marie lui fait face, il semble que l'enfant feuillette les pages en arrière. Alors que les livres saints étaient souvent inclus dans les représentations nordiques du XVe siècle de la Vierge, ils étaient généralement associés à l'idée de la Vierge en tant que représentation de l'apprentissage ou de la sagesse ; dans aucune autre peinture contemporaine, ils ne sont transformés avec une énergie aussi agitée, sans parler d'être transformés de bout en bout. Acres suggère que l'enfant Christ recule vers Genesis: 3 décrivant la chute de l'homme, citant trois autres œuvres où van der Weyden articule de manière similaire le thème rédempteur, y compris le panneau Madonna Standing du Kunsthistorisches Museum où la Madone est flanquée de figures d'Adam et Ève,. 

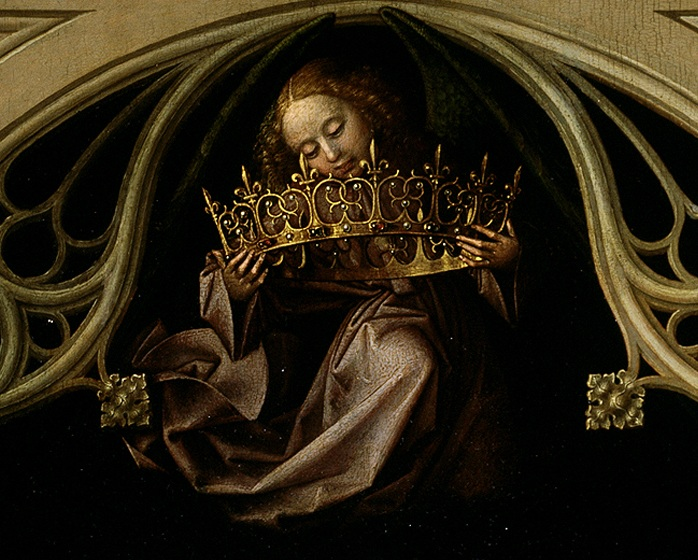
Détail montrant l'ange ailé vêtu de gris planant sous la niche et tenant la couronne au-dessus de la tête de Marie.

L'historien de l'art Lorne Campbell pense que la peinture a été influencée par la Vierge à l'enfant de Francfort de Robert Campin à la fois dans l'idéal de beauté féminine qu'elle présente et pour son utilisation élégante de longues tentures plissées. Campbell note que les deux œuvres sont composées de fortes lignes diagonales, avec les figures principales poussées au premier plan au centre, d'une manière presque en trompe-l'œil. La Madone Durán est souvent comparée au retable de Miraflores de van der Weyden, à la fois pour la colorisation de la robe de Marie et pour un aspect sculptural similaire aux reliefs montrés dans le triptyque précédent. De plus, le sous-tirage[Quoi ?] de la tête de Marie est étonnamment similaire à celui de la gentille et idéalisée Madone dans son diptyque de Froimont (après 1460), aujourd'hui au musée des Beaux-Arts de Caen. En raison de ces fortes similitudes, l'attribution à van der Weyden n'est pas mise en doute, bien que l'œuvre soit connue pour avoir été fréquemment copiée en Espagne après avoir été déplacée là-bas, au cours du XVIe siècle. 
Le fond noir derrière la Vierge a probablement été ajouté à la demande d'un vendeur du XVIIIe siècle, probablement dans le but de façonner la pièce comme une œuvre de genre et de minimiser son thème religieux. La recherche assistée par rayons X n'a pas été concluante et n'a trouvé aucun détail ou dessin perdu sous les épaisses couches de peinture. 

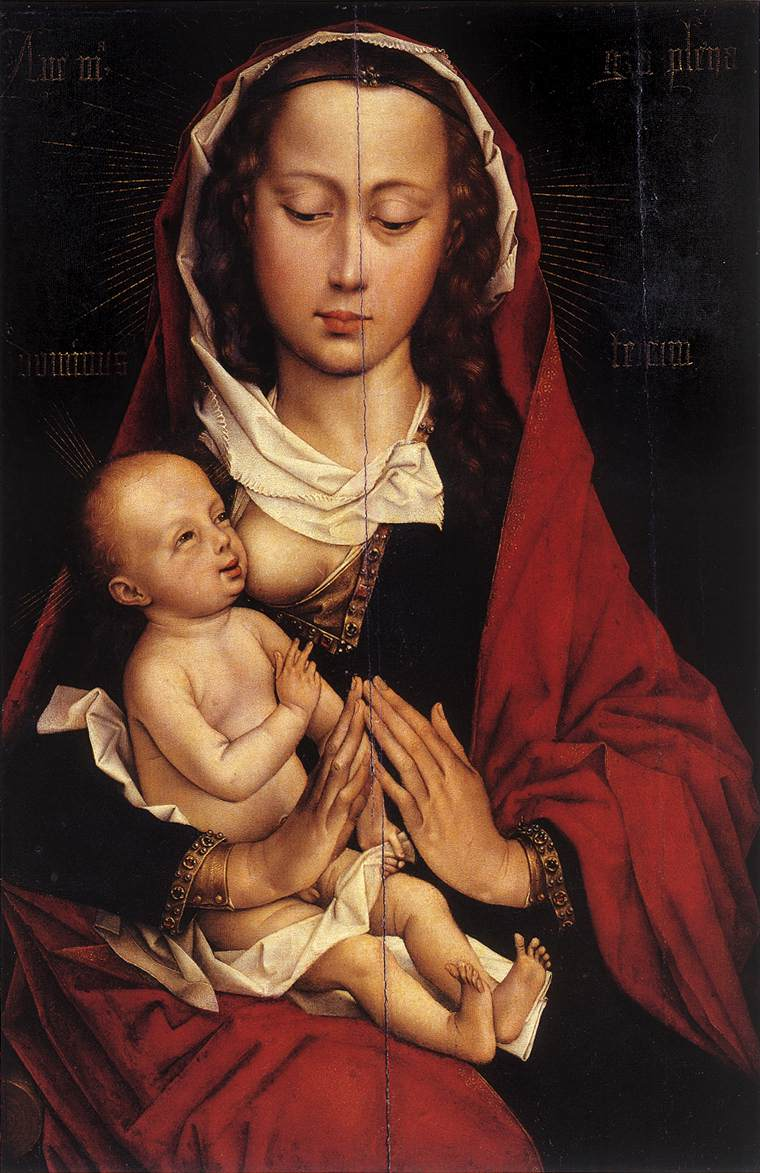
Aile gauche du diptyque de Froimont de van der Weyden, après 1460. Musée des Beaux-Arts de Caen.

Van der Weyden a souvent représenté des personnages réalistes et volumineux situés dans des espaces sculpturaux peu profonds, dans lesquels ils semblaient à l'étroit et plus grands que l'échelle. L'espace rempli par les figures n'est pas défini et est ambigu. Marie et l'Enfant sont soutenus par un corbeau en saillie, dont la tridimensionnalité donne l'impression désorientante que les figures font partie d'un relief dans une œuvre d'art beaucoup plus grande. Cela donne au travail une perspective vertigineuse et disloquée son propre sens unique de l'espace et du placement. 
La peinture est un exemple précoce de l'habitude de van der Weyden de rendre ses figures avec l'apparence de sculptures polychromes, un effet ici accentué par le fond neutre. La tendance de Van der Weyden à brouiller la ligne entre la sculpture et la peinture de manière illusionniste peut être vue plus efficacement dans sa Descente de croix. L'historien de l'art Robert Nosow note l'aspect architectural du cadre gothique et la manière dont les lignes de la Vierge et de l'enfant donnent l'impression que les statues prennent vie. L'historienne de l'art Shirley Neilsen Blum écrit que les faux éléments sculpturaux « obligent le spectateur à affronter continuellement la présence apparemment réelle de deux médias, la sculpture et la peinture ; […] Rogier défie la logique et améliore donc la qualité magique de l'image. La Divinité est soulignée parce qu'elle a transcendé la définition des médias ».  

## Galerie

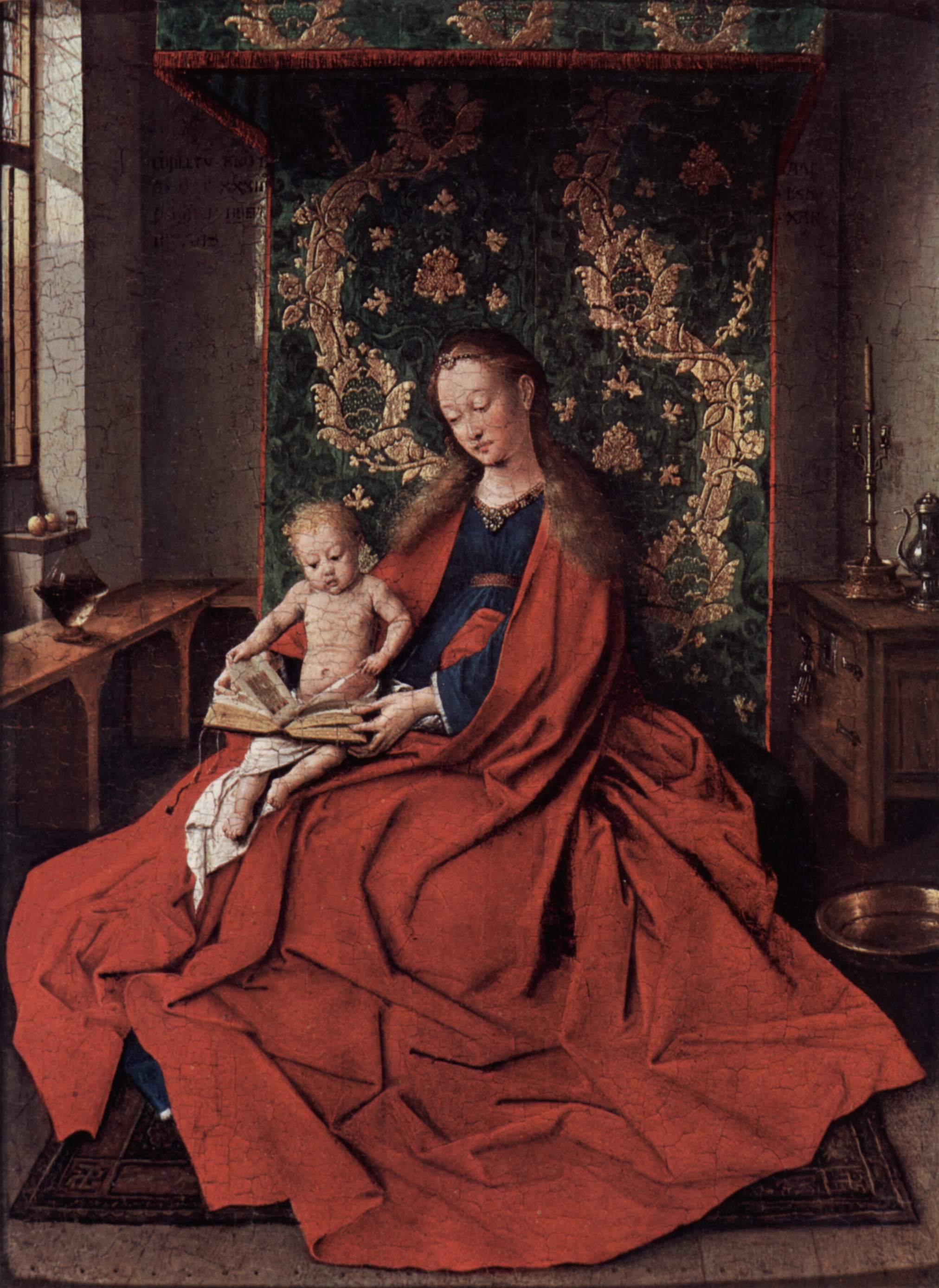
Jan van Eyck, Vierge à l'Enfant lisant, huile sur panneau 1433.
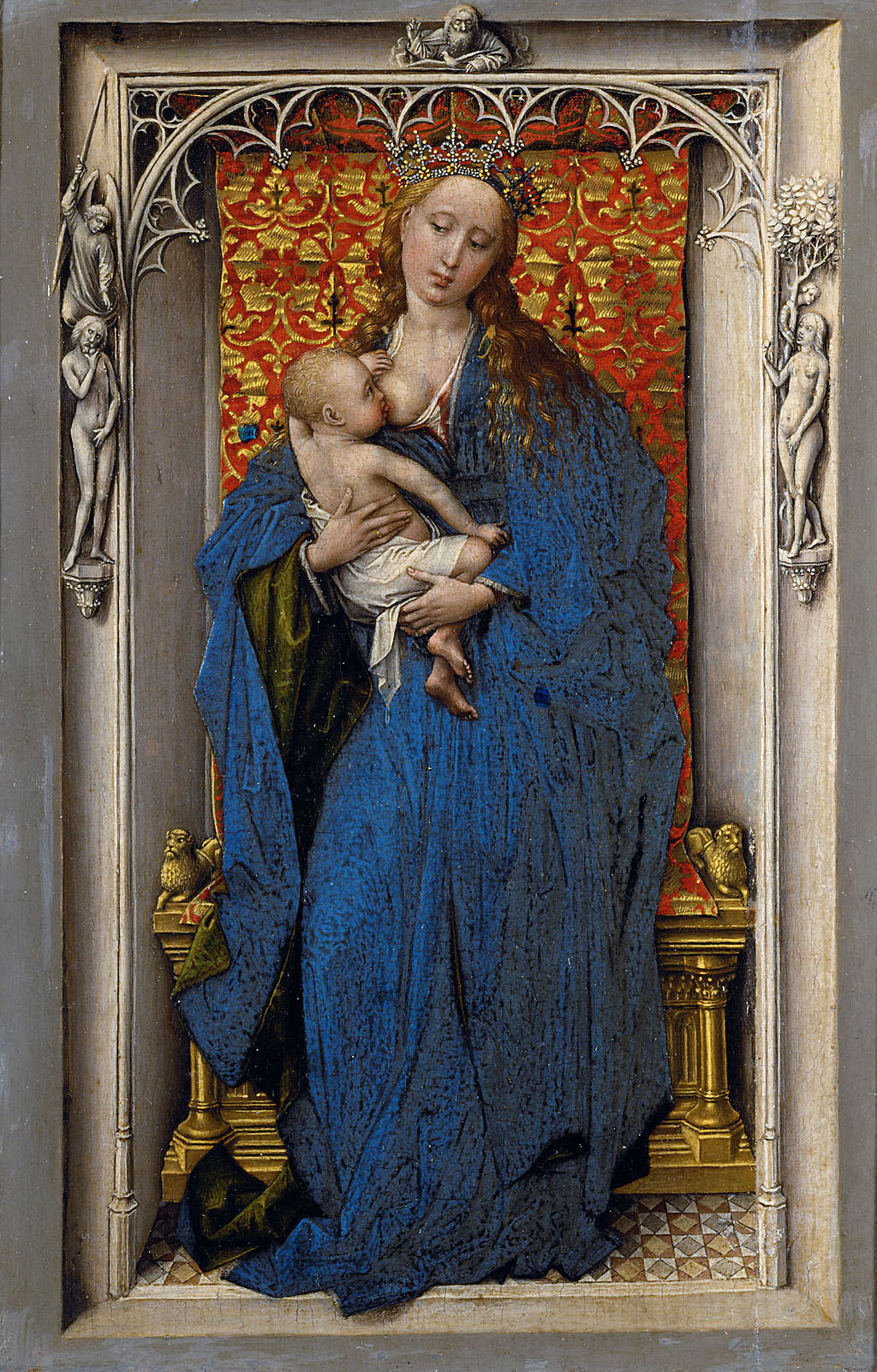
La Madone debout, v. 1430–1432. L'aile gauche du diptyque avec la Vierge à l'enfant debout dans une niche et Sainte Catherine dans un paysage, Kunsthistorisches Museum, Vienne.
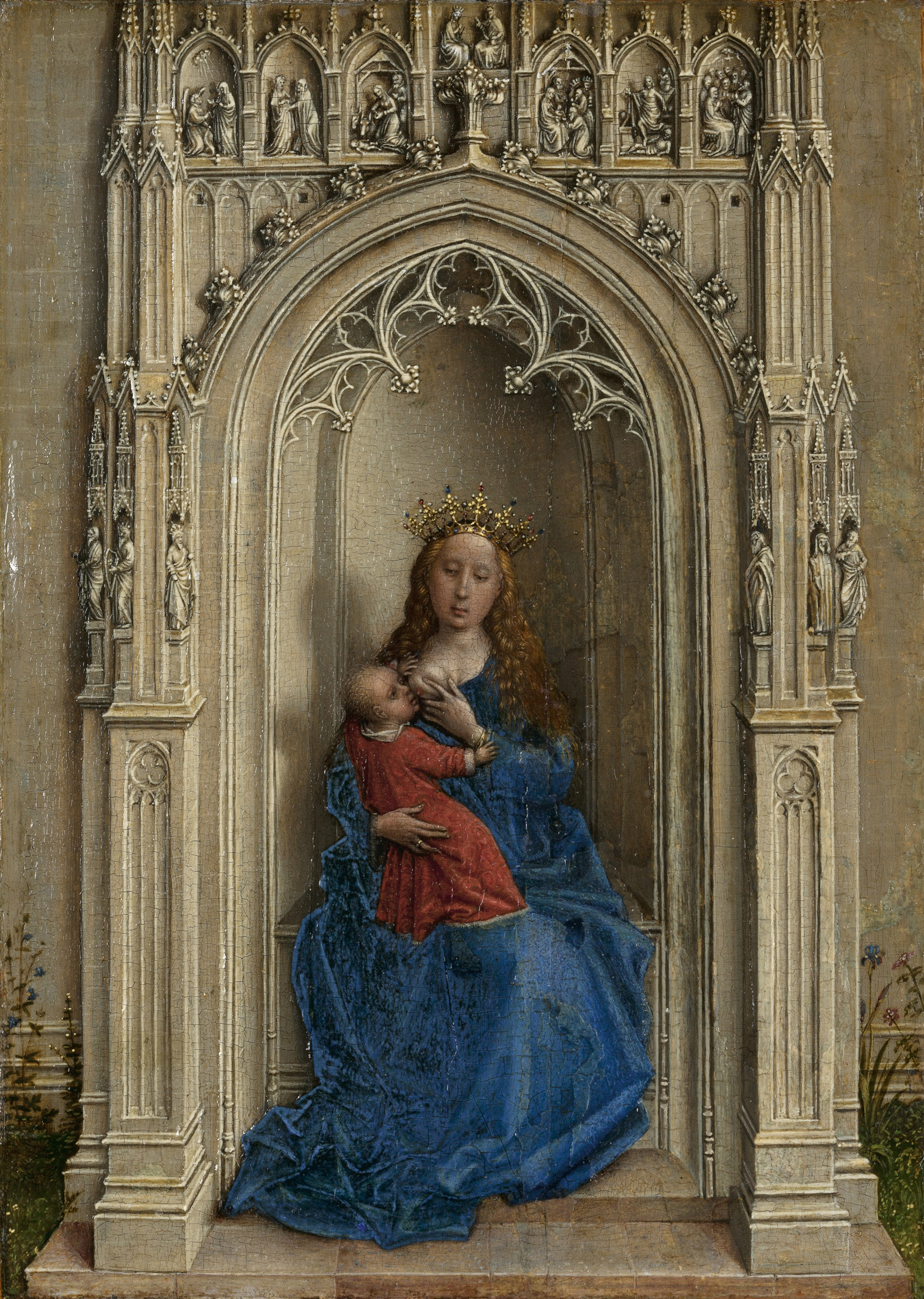
La Sainte Vierge avec l'Enfant Jésus, v. 1433, Museo Thyssen-Bornemisza.
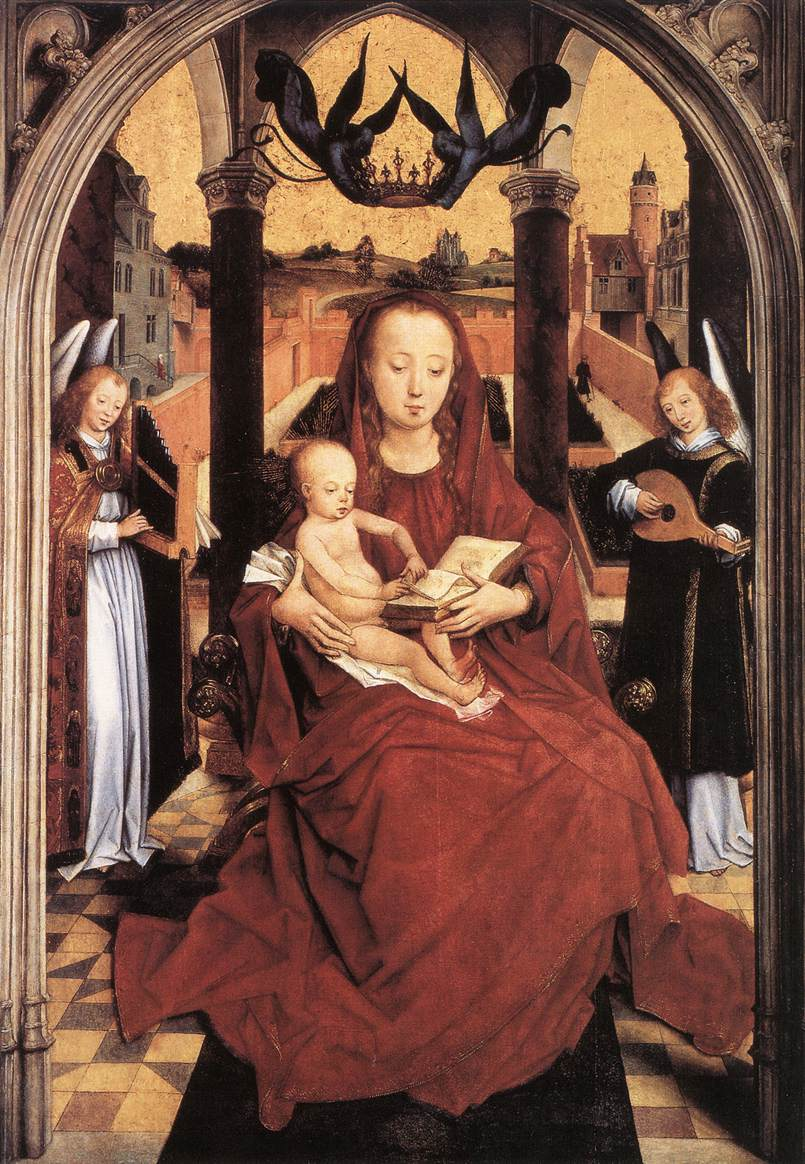
Hans Memling, Vierge à l'enfant intronisée avec deux anges musicaux, huile sur panneau, entre 1465 et 1467, Nelson-Atkins Museum of Art.
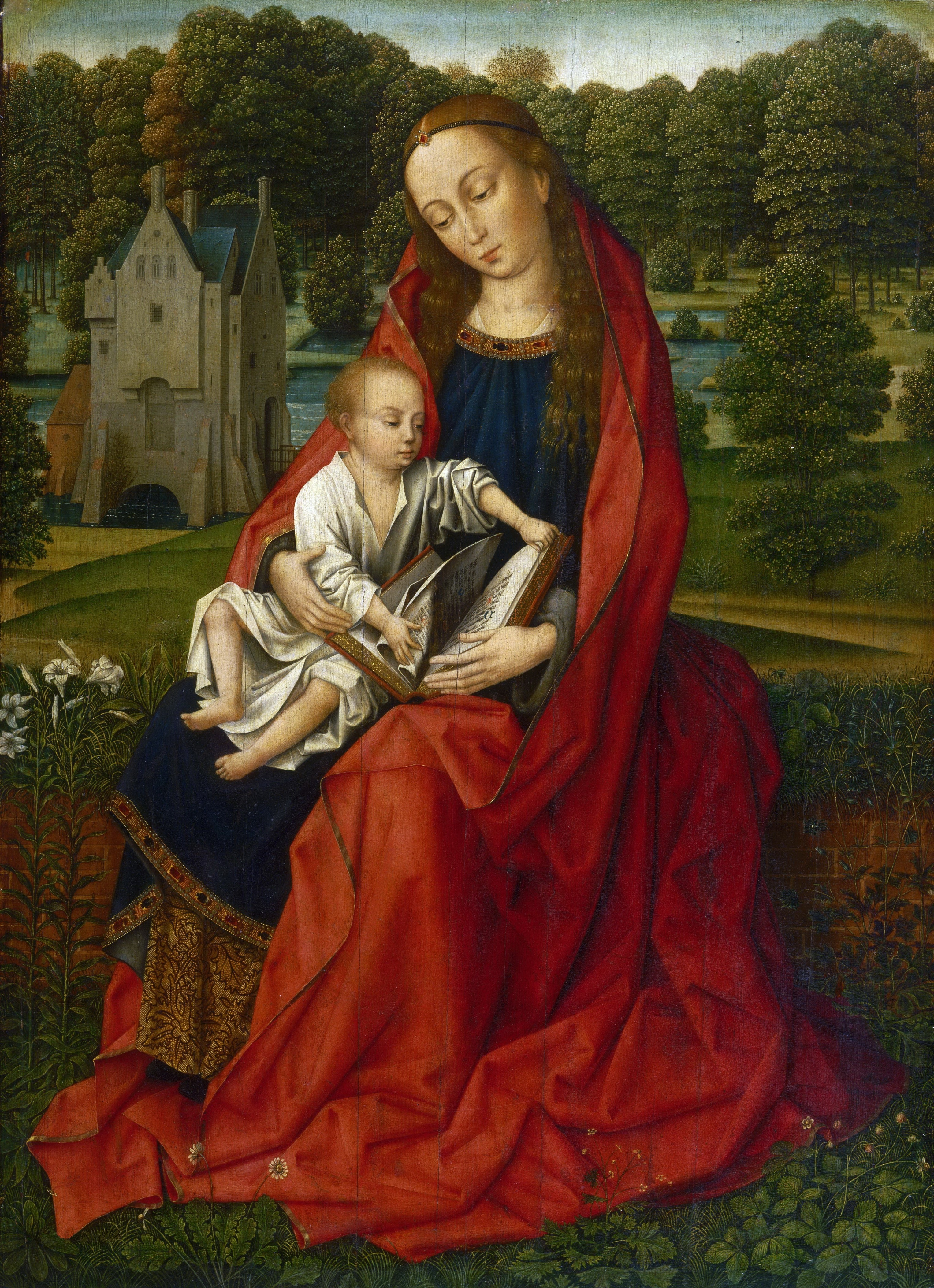
Maître au feuillage en broderie, Vierge à l'enfant dans un paysage, huile sur panneau, vers 1490, Philadelphia Museum of Art.
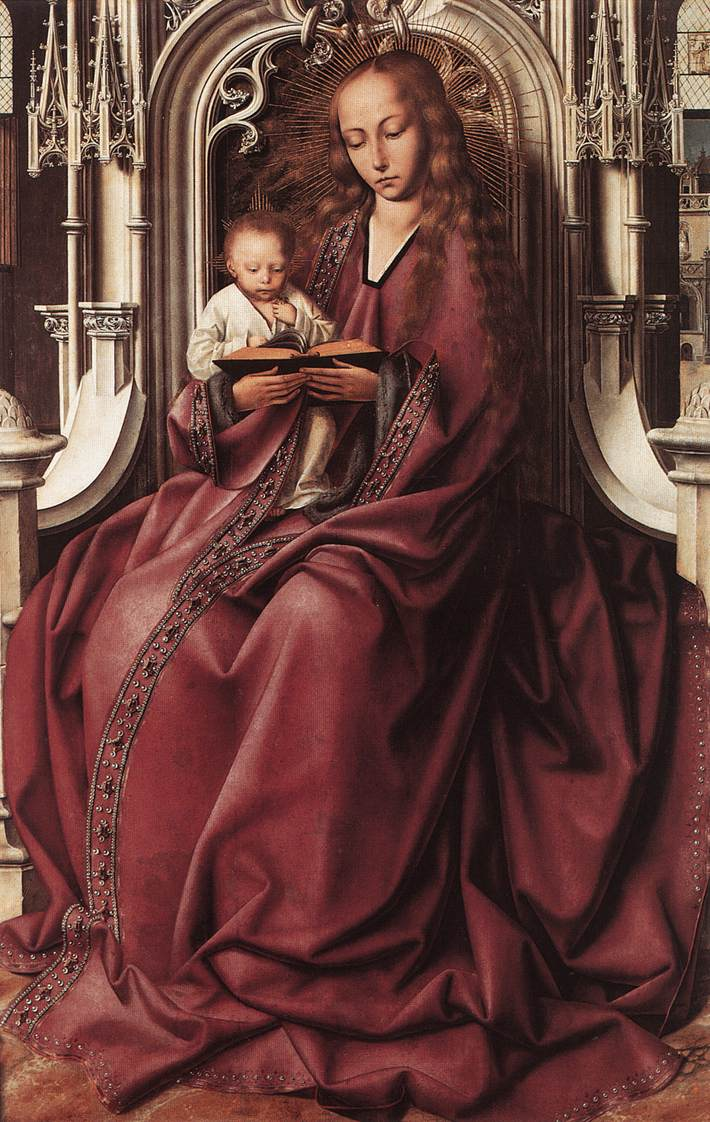
Quentin Massys, Vierge à l'enfant, huile sur panneau, vers 1495, Musées royaux des Beaux-Arts de Belgique.